# Амаджуак (езеро)
Езерото Амаджуак (на английски: Amadjuak Lake) е 3-то по големина езеро в територия Нунавут и 2-рото по големина на остров Бафинова земя). Площта му, заедно с островите в него е 3115 км2, която му отрежда 17-о място сред езерата на Канада. Площта само на водното огледало без островите е 3058 km². Надморската височина на водата е 113 m.
Езерото се намира в южната част на остров Бафинова земя на Канада, на 75 km южно от езерото Нетилинг, на 77 km североизточно от Хъдсъновия проток и на 113 km северозападно от залива Фробишър. Формата на езерото грубо наподобява почти равностранен триъгълник с дължина от северозапад на югоизток 95 km, а ширината му от югозапад на североизток е 64 km.
В сравнение със съседното езеро Нетилинг Амаджуак има сравнително слабо разчленена брегова линия, без характерните заливи, полуострови, канали и острови. Общата площ на островите в езерото е 57 km².
В езерото се вливат множество малки реки, най-голяма от които е река Хон, вливаща се в югоизточния му ъгъл. От югозапад, от езерото Минго също постъпват значително количество води. От северния ъгъл на Амаджуак изтича река Амаджуак, която след 80 – 90 км се влива в езерото Нетилинг.
Районът между двете големи езера Нетилинг и Амаджуак и областта западно от тях, т.нар. Голяма равнина Кукджуак е обиталище на северните карибу.
За първи път езерото е открито и посетено от американския антрополог, топограф и полярен изследовател от немски произход Франц Боас през 1883 – 1884 г. Той извършва първото изследване му изследване и съставяне на точна и достоверна карта.
През 1924 – 1926 г. района на езерото е подробно изследван от друг полярен пътешественик Джоузеф Дюи Сопер (1893 – 1932).